# Pelle Rietveld
Pelle Rietveld (ur. 4 lutego 1985 w Boskoop) – holenderski lekkoatleta, wieloboista.
Uczestnik dziesięcioboju na mistrzostwach świata 2013.

## Osiągnięcia
| Rok  | Impreza                     | Miejsce  | Konkurencja   | Lokata      | Wynik     |
| ---- | --------------------------- | -------- | ------------- | ----------- | --------- |
| 2004 | Mistrzostwa świata juniorów | Grosseto | dziesięciobój | 4. miejsce  | 7822 pkt. |
| 2013 | Mistrzostwa świata          | Moskwa   | dziesięciobój | 21. miejsce | 7840 pkt. |
| 2014 | Mistrzostwa Europy          | Zurych   | dziesięciobój | –           | DNF       |

## Rekordy życiowe
- dziesięciobój lekkoatletyczny – 8204 pkt. (2014)
- siedmiobój lekkoatletyczny (hala) – 5906 pkt. (2013)